# 54-я береговая батарея
54-я береговая батарея (54 ББ) — фортификационное артиллерийское сооружение на берегу Каламитского залива, которое находилось в посёлке Николаевка Симферопольского района Крыма во время Великой Отечественной войны. Находилась в 40 км к северу от Севастополя. Батарея была сформирована летом 1941 года и 30 октября 1941 года вступила в бой с наступающим авангардом немцев, что считается в источниках началом обороны Севастополя.
Командовал батареей Иван Заика. Потери личного состава составили 126 человек убитыми и пропавшими без вести. На месте братской могилы установлен памятник, рядом с которым находится 100-мм морское орудие. Монумент является объектом культурного наследия регионального значения.

## История

### Создание
Батарея была создана по приказу командующего Черноморским флотом от 17 июля 1941 года и построена в течение лета того же года. До 29 июля 1941 года она имела номер 20.
Являлась частью 1-го отдельного артиллерийского дивизиона береговой обороны Главной базы Черноморского флота и предназначалась для защиты побережья от возможного десанта.
Батарея была оснащена четырьмя 102-мм орудиями типа «Б-2», демонтированными с подводных лодок и размещёнными на деревянных платформах.

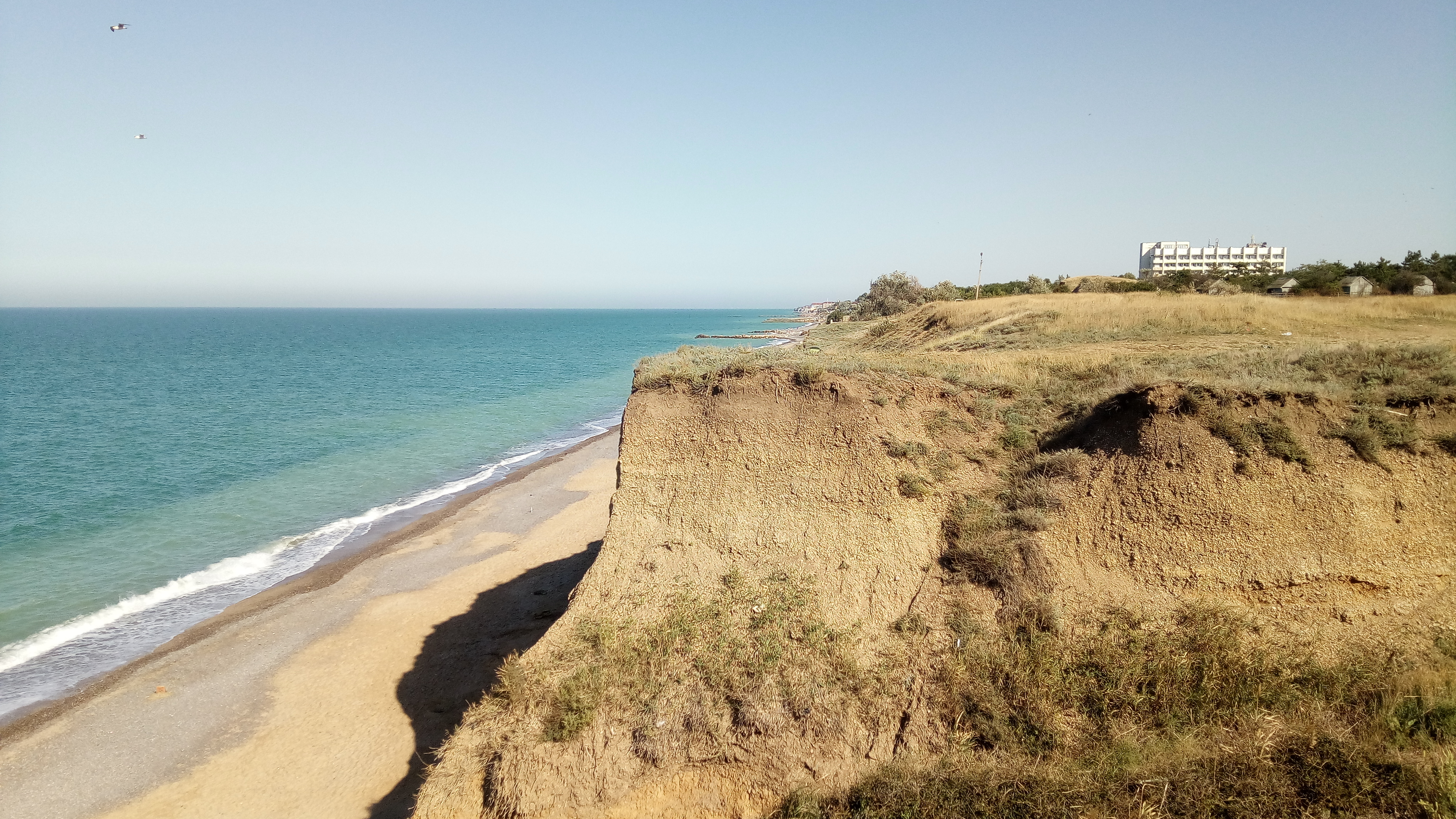
Берег в Николаевке

Боеприпасы хранились в оборудованных землянках, где также размещались помещения для личного состава. Вокруг позиции были возведены три рубежа стрелковых ячеек, а также установлены минные поля и проволочные заграждения. Из стрелкового вооружения батарея располагала одним счетверённым зенитным пулемётом «М-4», двумя станковыми и одним ручным пулемётом.
Командиром батареи был назначен лейтенант Иван Иванович Заика.

### Во время обороны Севастополя
С продвижением немецких войск к Севастополю, 30 октября 1941 года, первым наступление противника встретила именно 54-я береговая батарея. К 16:20 вынесенный наблюдательный пост под командованием лейтенанта С. И. Яковлева обнаружил механизированную колонну, двигавшуюся с севера. Это был один из отрядов подвижной группы Циглера, направлявшийся от города Саки к станции Альма с целью отрезать от Севастополя части Приморской армии, действовавшие в центральной части полуострова.
В 16:35 орудия батареи открыли огонь. Сделав 62 выстрела, 54-я береговая батарея рассеяла вражескую колонну, уничтожив несколько единиц бронетехники и автомобилей. Это стало первым боевым столкновением гарнизона Главной базы Черноморского флота с противником.

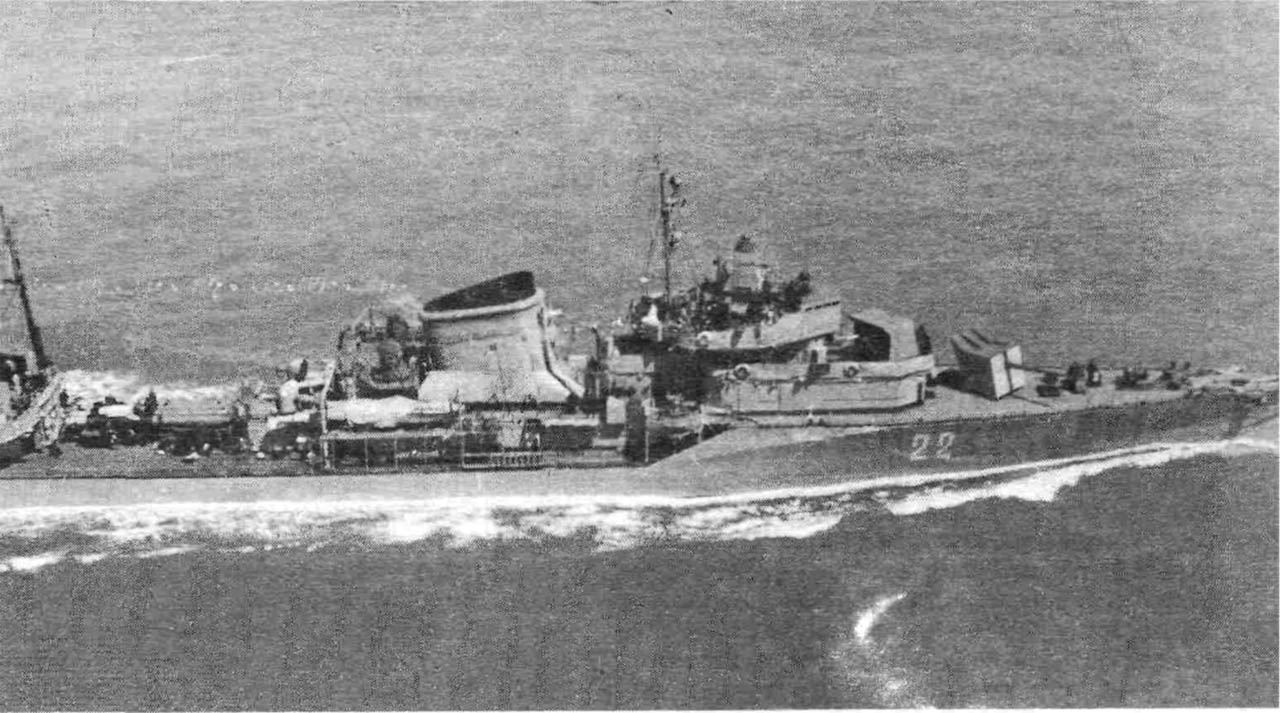
Эсминец «Бодрый»

Утром 31 октября для поддержки 54-й батареи вышел эскадренный миноносец «Бодрый». Однако, не получив целеуказания от своего корректировочного поста, высаженного на берег, корабль так и не открыл огонь и вечером вернулся на базу.
В течение нескольких дней личный состав 54-й береговой батареи, оказавшейся отрезанной от Севастополя, продолжал оказывать сопротивление. Однако 2 ноября обстановка резко ухудшилась. С раннего утра позиции батареи подверглись артиллерийскому обстрелу и авиационному налёту. Вслед за этим началась атака немецкой пехоты — 2-го батальона 438-го пехотного полка 132-й пехотной дивизии. После выхода из строя последнего орудия защитники продолжали сопротивление, направляя на противника ружейно-пулемётный огонь и гранаты.
В 17:45 командир батареи передал по радио в Севастополь сообщение о критическом положении и запросил поддержку. В ответ было получено приказание удерживать позицию до наступления темноты, после чего уничтожить оставшиеся орудия и отходить.
К 18:00 в распоряжении защитников оставался лишь узкий плацдарм в районе командного пункта, позиции первого орудия и зенитного пулемёта. Несмотря на то, что подходы к батарее находились в зоне досягаемости огня 10-й и 30-й береговых батарей Главной базы, по неустановленным причинам они не оказали огневую поддержку.
Для эвакуации личного состава 54-й береговой батареи в ночь на 3 ноября из Севастополя в район Николаевки были направлены тральщик БТЩ-406 «Искатель» и сторожевые катера № 031 и 061. Однако им удалось спасти лишь 28 человек. Остальные, включая командира батареи, остались для прикрытия отхода и не смогли добраться до места эвакуации. Из этой группы только двум морякам удалось под покровом ночи пробраться вдоль побережья обратно в Севастополь. Командир батареи, лейтенант Иван Заика, после неудачной попытки прорваться через линию фронта укрывался у родителей жены и позднее присоединился к крымским партизанам.
Всего в ходе боёв огнём 54-й батареи было уничтожено 16 танков, 7 автомашин с пехотой, трактор с артиллерийским орудием, автоцистерна и радиостанция.
Потери личного состава 54-й береговой батареи в ходе боёв составили 126 человек убитыми и пропавшими без вести.

### Память

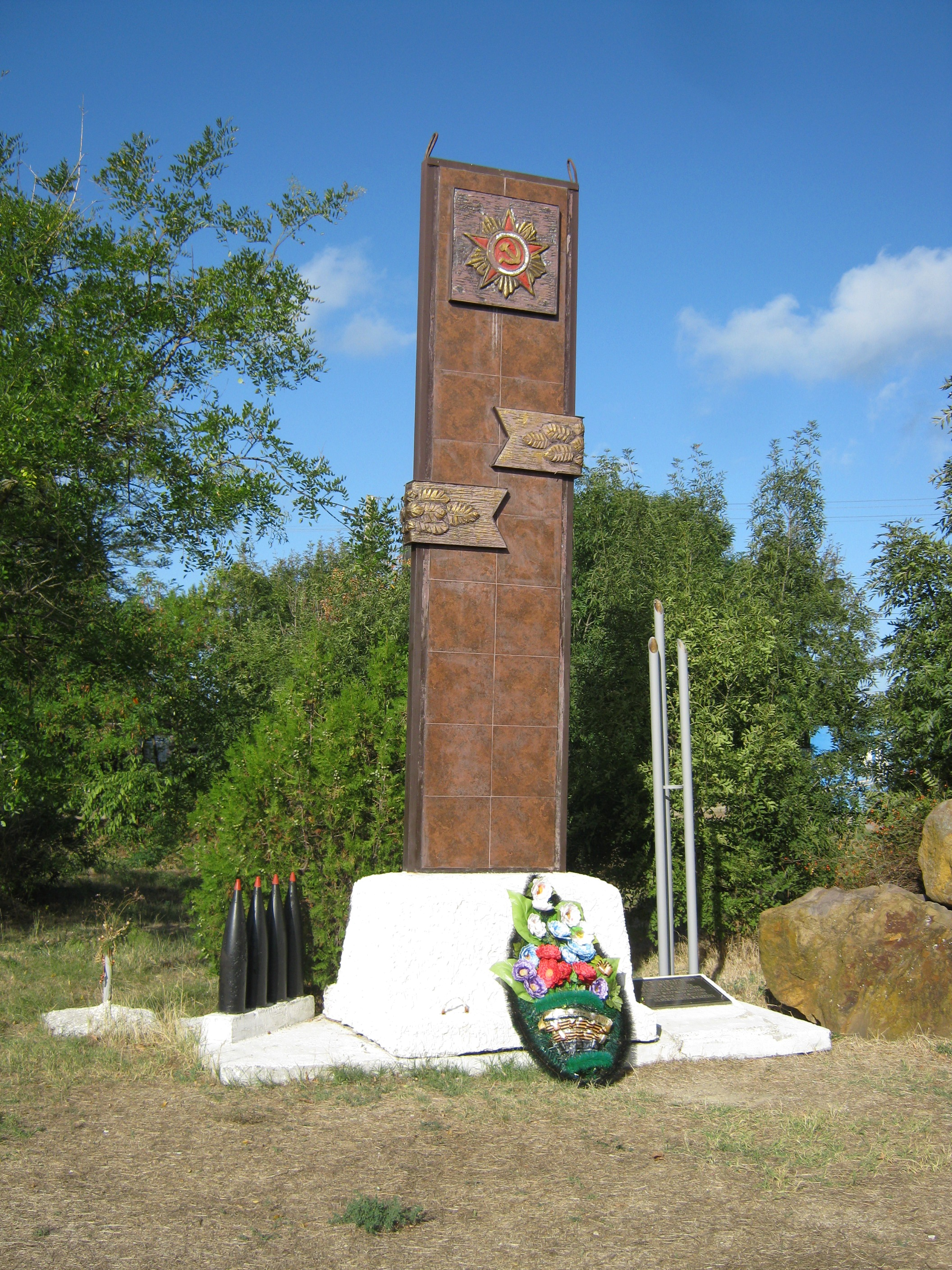
Памятный знак

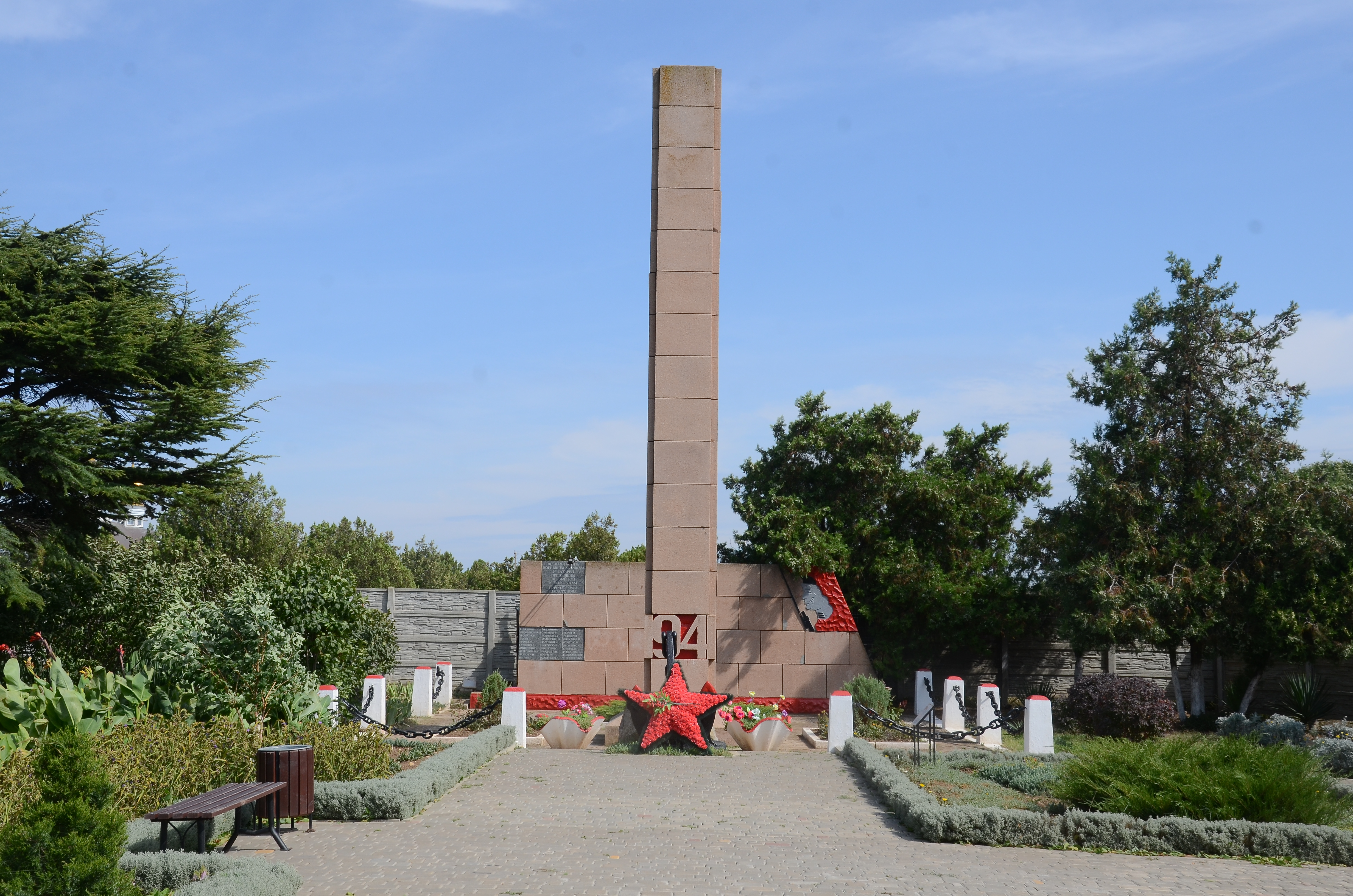
Обелиск

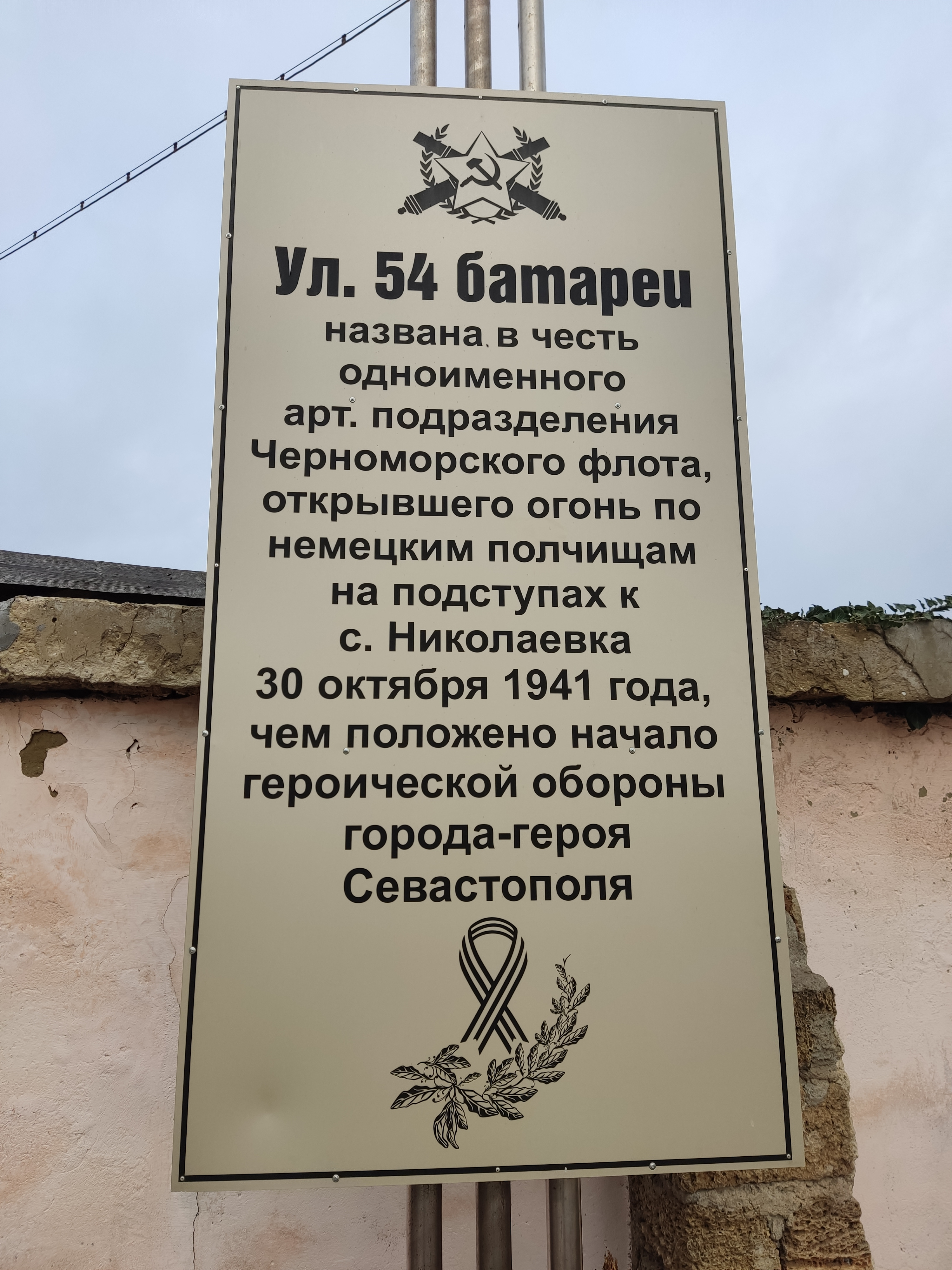
Памятная табличка

На братской могиле защитников батареи был установлен памятник, рядом с ним разместили 100-мм морское орудие. Обелиск был возведён в 1970 году. На нижней части каждой из четырёх граней обелиска изображен год гибели моряков — «1941».
За обелиском установлена горизонтальная стела, на лицевой стороне которой размещено барельефное изображение матроса, а также установлены мемориальные доски с фамилиями погибших: «Анисимов, Близниченко, Бескостюк, Бакун, Бакчи, Гузиев Ф., Грушкин В., Дмитриенко, Дубецкий, Евдокимов, Самарин А. Ф., Новиков Д. Я., Нечай, Носовский, Колесник, Кардаш П. И., Калугин, Максимов, Голубев, Мороз М., Раззяврот, Полудиев, Шилин, Шайтес М., Яковлев, 37 неизвестных».
Также на стеле выбита надпись: «Вечная память погибшим морякам 54 батареи, принявшим первый бой под подступами города-героя Севастополя».
В мае 1974 года рядом с памятником было установлено снятое с эсминца корабельное 100-мм орудие, а также размещены снаряды. На левой стороне батарейного орудия была прикреплена мемориальная доска с надписью: «Доблести и героизму воинов 54-й береговой батареи, первыми принявшими бой с немецко-фашистскими захватчиками на подступах к городу-герою Севастополю 30 октября 1941 года» (в настоящее время доска утрачена).
В 2014 году доски были обновлены. Памятник окружен оградой, выполненной в виде якорной цепи на бетонных столбиках.
Решением Крымского облисполкома от 5 сентября 1969 года № 595 памятник был взят на учёт и получил охранный номер 1691. Охранная зона в пределах захоронения была утверждена решением Крымского облисполкома от 15 января 1980 года № 16. Постановлением Совета министров Республики Крым от 20 декабря 2016 года № 627 памятник был внесен в перечень «Объекты культурного наследия регионального значения» под номером 1705.
Кроме того, центральная улица в Николаевке носит название улица 54-й Артбатареи.